# En route pour l'avenir
Pour plus de détails, voir Fiche technique et Distribution.
En route pour l'avenir (Along for the Ride) est un film américain réalisé par Sofia Alvarez, sorti en 2022.

## Synopsis
Avant son entrée à l'université, Auden partage des aventures avec Eli, le temps d'un été.

## Fiche technique
- Titre : En route pour l'avenir
- Titre original : Along for the Ride
- Réalisation : Sofia Alvarez
- Scénario : Sofia Alvarez d'après le roman de Sarah Dessen
- Musique : Beach House
- Photographie : Luca Del Puppo
- Montage : Justin Chan
- Production : Eric Newman et Bryan Unkeless
- Société de production : Screen Arcade
- Pays :  États-Unis
- Genre : Drame et romance
- Durée : 106 minutes
- Dates de sortie : 
  - Netflix : 6 mai 2022

## Distribution
- Emma Pasarow : Auden
- Belmont Cameli : Eli
- Laura Kariuki : Maggie
- Kate Bosworth : Heidi
- Dermot Mulroney : Robert
- Andie MacDowell : Victoria
- Genevieve Hannelius : Leah
- Samia Finnerty : Esther
- Ricardo Hurtado : Jake
- Paul Karmiryan : Adam
- Marcus Scribner : Wallace
- David S. Bridson : Clyde
- Isaac Lee : Finn
- Jenique Bennett : Deborah
- Logan Siu : Logan
- Alisa Harris : Wanda
- Maggie Arias : Emilia
- Ryan Nyquist : lui-même
- Sarah Dessen : elle-même
- Andrew Dicostanzo : John
- Kelsey Rose Healey : Valerie

## Accueil
Le film a reçu un accueil mitigé de la critique. Il obtient un score moyen de 55 % sur Metacritic.